# Нова-Весь-Велька (гмина)
Нова-Весь-Велька (пол. Nowa Wieś Wielka) — сельская гмина (волость) в Польше, входит как административная единица в Быдгощский повет, Куявско-Поморское воеводство. Население — 8639 человек (на 2008 год).

## Сельские округа
1. Бжоза
2. Дземённа
3. Домброва-Велька
4. Добромеж
5. Кобылярня
6. Колянково
7. Лешице
8. Нова-Весь-Велька
9. Нова-Вёска
10. Нове-Смольно
11. Олимпин
12. Прондоцин
13. Тарково-Дольне
14. Якубово
15. Янушково

## Соседние гмины
1. Быдгощ
2. Гмина Бяле-Блота
3. Гмина Злотники-Куявске
4. Гмина Лабишин
5. Гмина Роево
6. Гмина Солец-Куявски